# Solanž Beri
Solanž Beri (engl. Solange Berry, rođena 23. novembra 1932) belgijska je pevačica.

## Biografija
Solanž Beri je rođena 2. novembra 1932. godine u belgijskom gradu Šarlroau. Godine 1958. Beri je bila predstavnica Luksemburga na Pesmi Evrovizije 1958. godine održanoj u Hilversumu sa pesmom Un grand amour (срп. Velika ljubav). Beri je završila na začelju zajedno sa holandskom pesmom Heel de vereld koju je izvela Kori Broken.
Godine 1960, Beri je učestvovala u belgijskom nacionalnom finalu da predstavlja Belgiju na Evroviziji 1960. godine, ali je izgubila od Fuda Leklera.